# Bärnstensspindel
Bärnstensspindel (Neon levis) är en spindelart som först beskrevs av Simon 1871.  Bärnstensspindel ingår i släktet Neon och familjen hoppspindlar. Arten är reproducerande i Sverige. Inga underarter finns listade.
Honan är med en längd av 2,6 till 3,2 mm längre än hannen som blir 2,1 till 2,9 mm lång. Vid framkroppen är regionen kring ögonen vanligen mörkast men hos hannar kan hela framkroppen vara mörk. På den bruna bakkroppen förekommer ett grovt mönster av mörka strimmor som liknar en bröstkorg i utseende. De flesta ben har ljusa och mörka avsnitt. Bärnstensspindel har ringar av gula hår vid främre ögonparet. Tydliga avvikelser mot andra släktmedlemmar finns bara i könsorganernas konstruktion.
Bärnstensspindeln förekommer i nästan hela Europa med undantag av Storbritannien, Irland och Island. Arten kan hittas i nästan alla habitat som förekommer i den tempererade zonen. Den besöker även byggnader.